# Hamburg European Open 2020
Hamburg European Open 2020 — тенісний турнір, що проходив на ґрунтових кортах у місті Гамбург, Німеччина з 21 вересня. Належав до категорії ATP 500.

## Фінальна частина

### Одиночний розряд
Андрій Рубльов —  Стефанос Ціціпас 6–4, 3–6, 7–5

### Парний розряд
Джон Пірс (тенісист) /  Майкл Вінус —  Іван Додіг /  Мате Павич 6–3, 6–4